# Casco bigelowi
Casco bigelowi is een vlokreeftensoort uit de familie van de Cheirocratidae. De wetenschappelijke naam van de soort is voor het eerst geldig gepubliceerd in 1929 door Blake.